# Paróquia Santa Bárbara (Pirenópolis)
A Paróquia Santa Bárbara é uma circunscrição eclesiástica católica brasileira sediada no município de Pirenópolis, em Goiás. Foi criada em 04 de dezembro de 2015, durante uma celebração da Santa Missa às 19h30, na Igreja Santa Bárbara, missa presidida pelo bispo Dom João Casimiro Wilk, com a participação de sacerdotes e fiéis. 
Sua criação foi formalizada pelo Decreto 017/15, datado de 01 de dezembro de 2015, e seu território é desmembrado da Paróquia Nossa Senhora do Rosário, de 1736.  A Paróquia Santa Bárbara está inserida na Diocese de Anápolis, na Região Pastoral 03.
A devoção a Santa Bárbara em Pirenópolis tem raízes profundas na história local. No final do século XVIII, o Capitão Jerônimo Barbosa dos Santos iniciou a construção da Capela de Santa Bárbara no Morro de Santa Bárbara. A obra, realizada com mão de obra escrava, foi interrompida com a morte de Jerônimo em 1801, resultando em ruínas que permanecem até hoje, marcando a memória e a cultura local. Além disso, a Igreja Nosso Senhor do Bonfim possui um altar lateral dedicado a Santa Bárbara, cuja imagem encontra-se desaparecida desde setembro de 1978 ao ser furtada na Igreja do Bonfim.
A Paróquia se destaca em meio ao cenário cultural devido às manifestações do catolicismo popular, representando um valioso patrimônio imaterial que constitui uma importante expressão da sociabilidade na região de Pirenópolis. Estas manifestações têm suas raízes nas festividades tradicionais que dão vida a uma cultura única. Não apenas os habitantes locais, mas também visitantes e turistas são atraídos para testemunhar as celebrações e costumes que perduram há mais de século no povoado da Capela do Rio do Peixe com a Romaria de Santa Ana, em Lagolândia com a Festa do Divino Pai Eterno, popularmente conhecida como festa do doce, além da folia de reis na zona rural e da Festa da Santíssima Trindade na Serra dos Pireneus, reconhecida em 2024 como patrimônio cultural imaterial de Goiás.

## Histórico

#### Pirenópolis

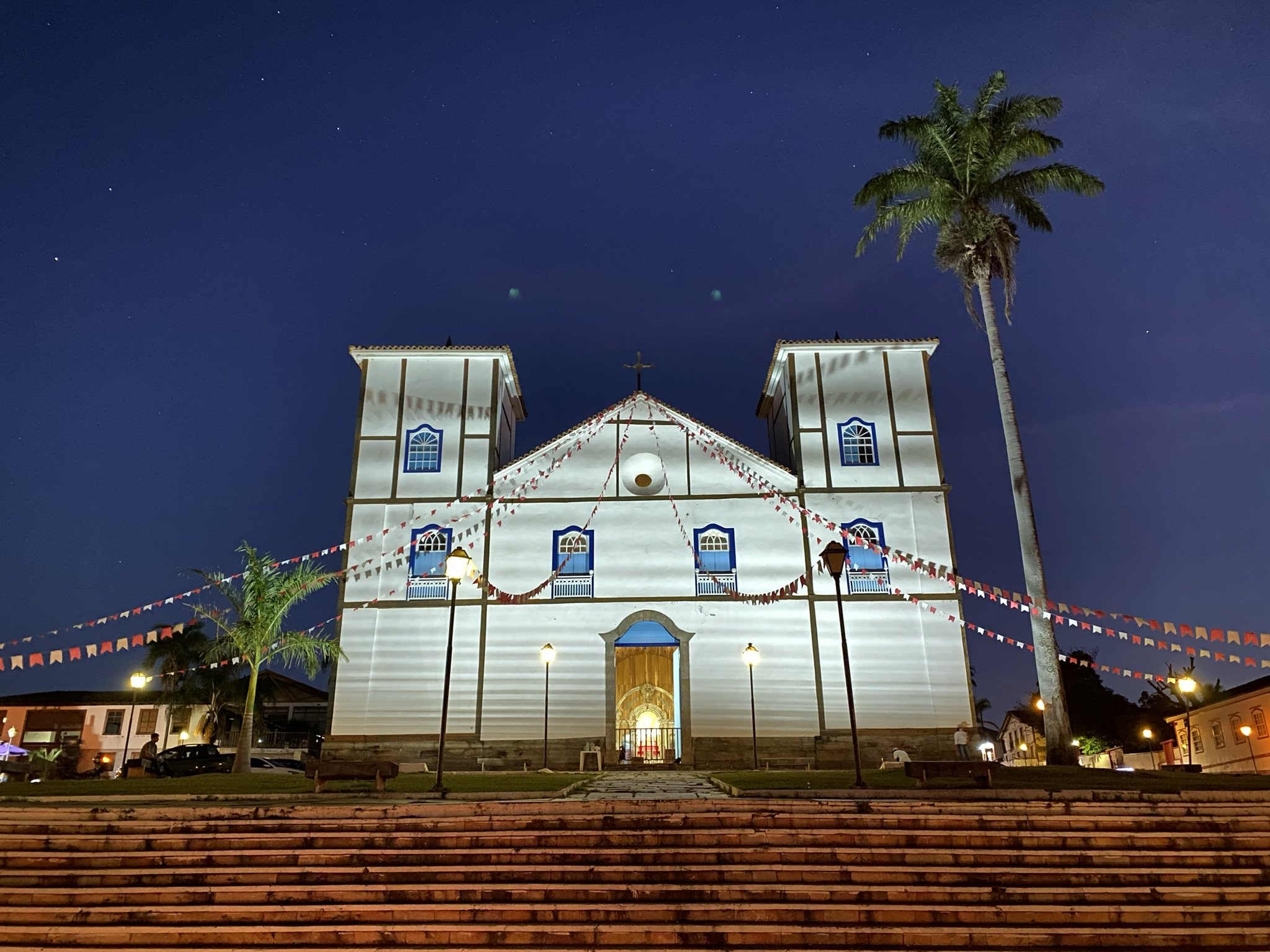
Igreja Matriz do Rosário, considerada o templo mais antigo de Goiás.

Pirenópolis, originalmente conhecida como Minas de Nossa Senhora do Rosário de Meia Ponte, foi fundada em 07 de outubro de 1727, durante a corrida do ouro no Brasil central. A região, antes habitada por grupos indígenas como os acroás e xacriabás, tornou-se um ponto de atração para bandeirantes que buscavam riquezas nas minas.
A descoberta de depósitos de ouro nas proximidades do Rio das Almas atraiu muitos colonizadores portugueses, levando à formação de um arraial minerador. A construção da Igreja Matriz do Rosário, em 1728, consolidou o local como um centro urbano, com a comunidade se organizando em torno de instituições religiosas e irmandades como a do Santíssimo Sacramento, e possibilitou a criação da Paróquia Nossa Senhora do Rosário em 1736.
Através das irmandades leigas, foram erguidas igrejas significativas, como a Igreja do Rosário dos Pretos, construída em 1743 pela Irmandade de Nossa Senhora do Rosário dos Pretos. Os escravizados dedicavam seus domingos livres para a edificação desse templo, que resultou na formação da Rua do Rosário e das áreas ao redor da atual Praça do Coreto. Em 1760, a recém-criada Irmandade de Nossa Senhora da Lapa construiu a Igreja Nossa Senhora da Lapa, que deu origem ao Alto da Lapa. Também em 1750, os ricos mineradores erigiram a Igreja Nossa Senhora do Carmo, situada no Largo do Carmo, e a Igreja Nosso Senhor do Bonfim, localizada no Largo do Bonfim, que contribuíram para o desenvolvimento dos bairros Alto do Carmo e Alto do Bonfim, respectivamente. Esses templos não só têm um grande significado espiritual, mas também foram fundamentais para a expansão e a configuração do núcleo urbano inicial.

#### Bairro do Bonfim

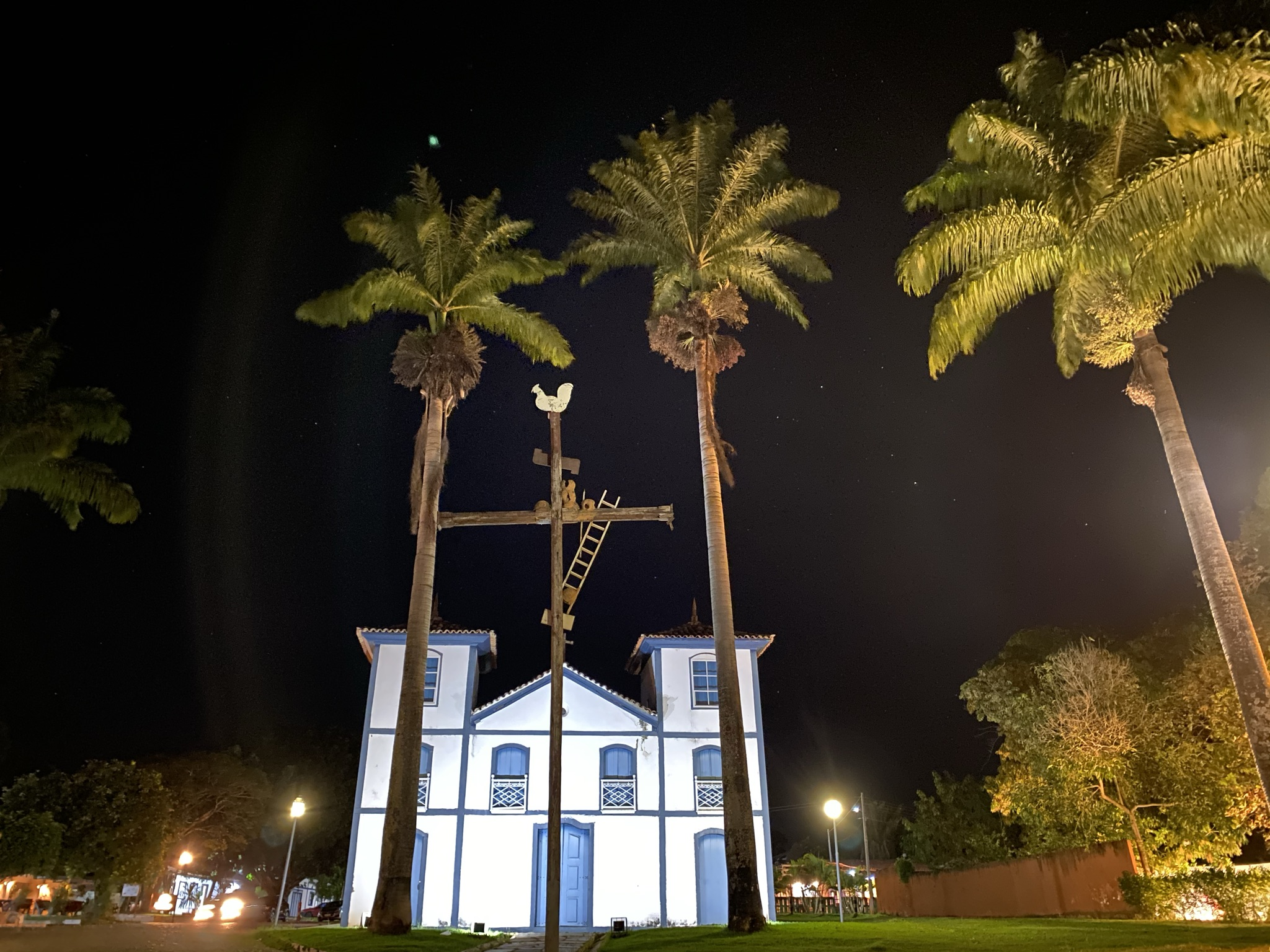
Igreja Nosso Senhor do Bonfim, construída em 1750.

A formação do bairro do Bonfim em Pirenópolis está profundamente conectada à construção da Igreja Nosso Senhor do Bonfim, iniciada em 1750 por Antônio José de Campos, um sargento-mor influente e minerador português. Este templo, que se tornou um importante marco religioso e cultural, foi erguido em um local elevado, o Largo do Bonfim, utilizando mão de obra escravizada e materiais locais como adobe e taipa. A rivalidade entre Campos e outros potentados, especialmente em relação à construção da Igreja do Carmo, impulsionou essa obra.
A igreja, de estilo colonial, apresenta elementos rococó e foi ornamentada com altares elaborados, refletindo a riqueza da devoção local. A entronização da imagem do Senhor do Bonfim, trazida de Salvador por um comboio de escravizados, consolidou a importância do templo, que se tornou ponto de referência para celebrações religiosas e festas tradicionais, como a Festa do Divino e as Cavalhadas.
Com o tempo, o espaço ao redor da igreja foi se desenvolvendo, formando o que hoje conhecemos como o bairro do Bonfim, que se expandiu com a construção de novas moradias e comércios. A igreja passou por várias reformas ao longo dos séculos, preservando suas características originais, e foi tombada pelo patrimônio estadual e federal, destacando-se como um dos principais acervos culturais de Goiás. Assim, o bairro do Bonfim se estabeleceu como um centro vital da vida comunitária, mesclando tradição religiosa, história e cultura local.

#### Devoção a Santa Bárbara

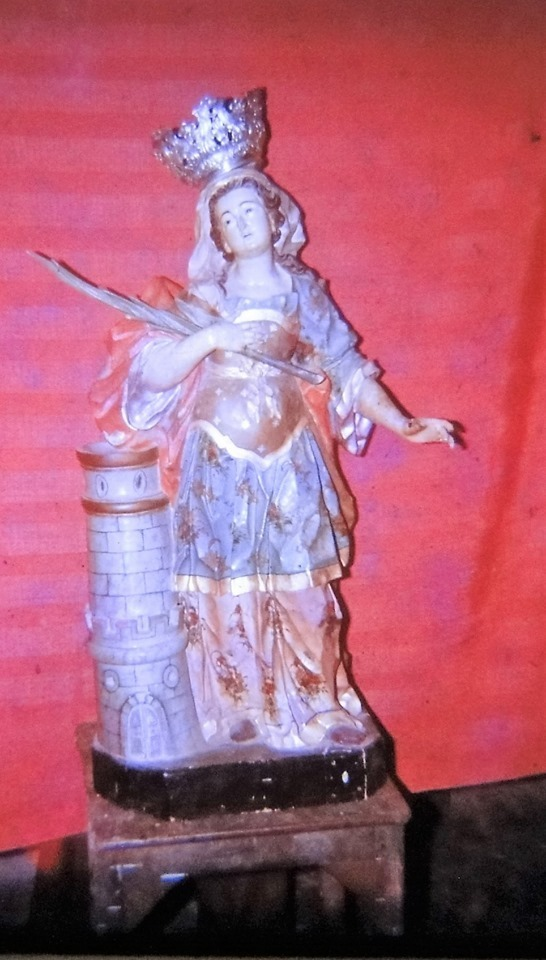
Santa Bárbara, século XVIIII. Francesa, madeira policromada e dourada, furtada na Igreja do Bonfim em 1978.

Na metade do século XVIII, foi construída a Igreja Nosso Senhor do Bonfim. Para ornamentar a igreja, foram construídos na nave dois altares laterais, um deles, dedicados a Santa Bárbara, cuja imagem encontra-se desaparecida desde setembro de 1978 ao ser furtada na Igreja do Bonfim.
No final do século XVIII, o Capitão Jerônimo Barbosa dos Santos, um homem de grande fortuna e prestígio, lançou um projeto ambicioso que marcaria a história local. Nascido em Braga, Portugal, ele se uniu a outros influentes da época com a intenção de construir a Capela de Santa Bárbara no topo do íngreme Morro Santa Bárbara, nas proximidades do antigo arraial de Meia Ponte. Essa obra monumental foi realizada com a ajuda de uma considerável força de trabalho escrava.
O Morro Santa Bárbara, com seu relevo íngreme e difícil acesso, apresentava um desafio considerável. Jerônimo mobilizou seus escravos com determinação, extraindo grandes volumes de pedra do cume e esculpindo as formações naturais da área. A argamassa usada na construção era uma mistura de areia, saibro e esterco bovino. Porém, o abastecimento de água, crucial tanto para os trabalhadores quanto para a obra, exigiu um esforço adicional; milhares de litros de água eram levados até o topo, com a ajuda de escravos e possivelmente de animais de carga.
Ao longo dos últimos anos do século XVIII, a capela começou a ganhar forma. Em 1801, suas paredes de pedra já alcançavam cerca de quatro metros de altura. Com dimensões modestas, a construção media aproximadamente oito metros de largura e quinze metros de comprimento, com paredes de cinquenta centímetros de espessura. Entretanto, um trágico acontecimento interrompeu os trabalhos: em 21 de agosto de 1801, Jerônimo faleceu em Meia Ponte. A obra foi paralisada temporariamente e, com a falta de interesse de seus filhos, acabou sendo abandonada. Assim, a Capela de Santa Bárbara nunca foi concluída.
Com o passar do século seguinte, surgiu uma lenda em Meia Ponte sobre a existência de ouro enterrado pelos escravos sob a capela. Muitas pessoas, especialmente em noites de lua cheia ou com lamparinas acesas, se dedicaram a escavações exaustivas. O que restou foi um campo de buracos, quase crateras, na nave da capela, enquanto as paredes eram desmanteladas, pedra por pedra. Contudo, segundo a tradição local, esses esforços acabaram sendo vãos. Atualmente, permanecem apenas vestígios das paredes, com menos de um metro de altura, muito aquém da estrutura original. Com o tempo, os caçadores de tesouros foram perdendo o ânimo, evitando que restasse nada além de ruínas.
200 anos depois, em meados da década de 2000, a devoção a Santa Bárbara tomou novo impulso, com a criação do Bairro Santa Bárbara, da região pastoral Santa Bárbara e da Paróquia Santa Bárbara em 2015

### Criação da Paróquia

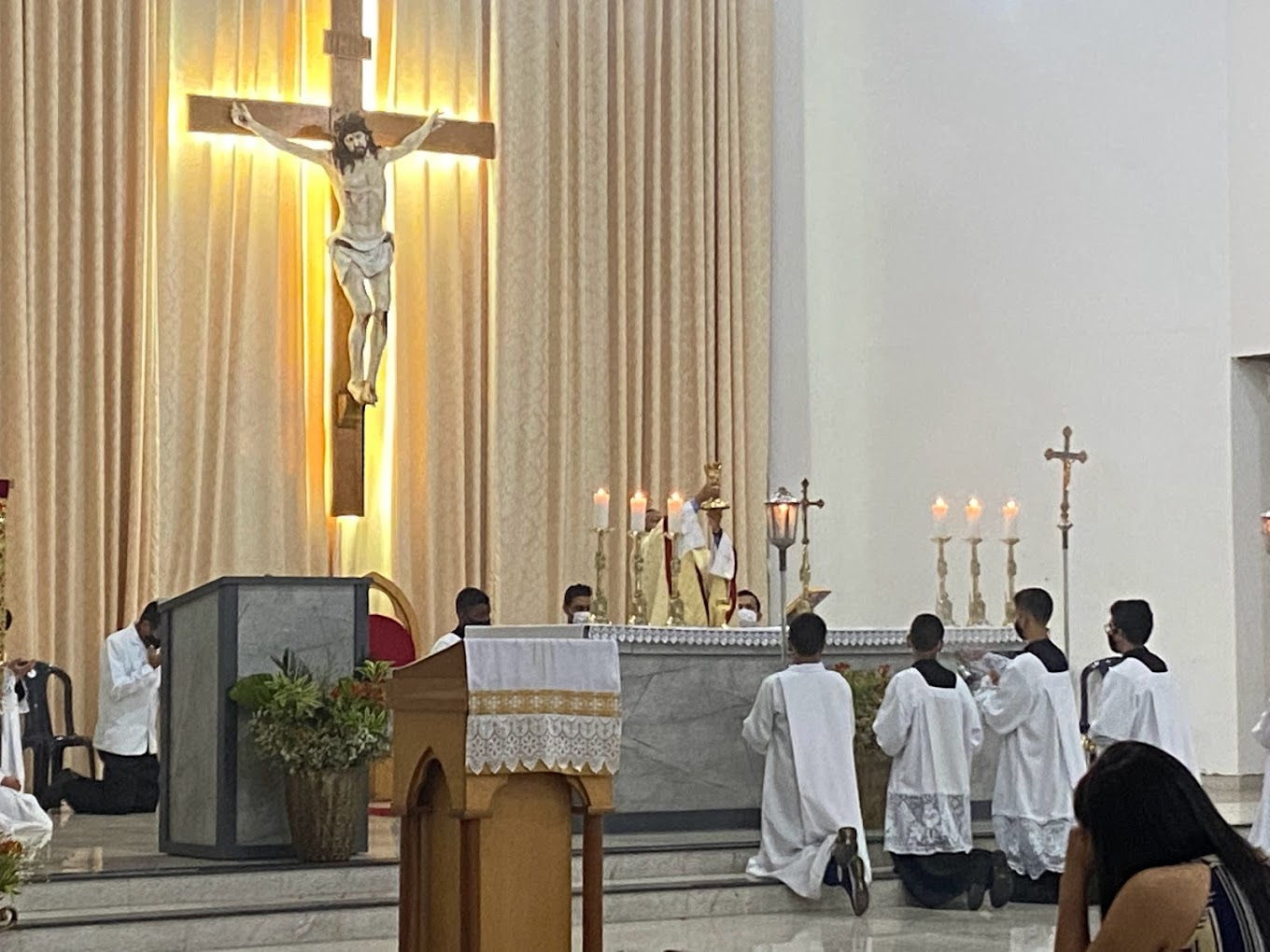
Festejos de Santa Bárbara na Igreja Matriz.

Com a expansão urbana do Bairro do Bonfim, em permanente crescimento desde o século XVIII, na década de 2000, o então pároco da Paróquia Nossa Senhora do Rosário Pe. Luiz Virtuoso sentiu a necessidade de construir um grande templo na região, para melhor atender a comunidade. Anos depois foi criada uma região pastoral, e consequentemente a criação de uma nova Paróquia. A Paróquia Santa Bárbara foi oficialmente criada em 04 de dezembro de 2015, durante uma celebração da Santa Missa às 19h30, na Igreja Santa Bárbara. A cerimônia foi presidida por Dom João Casimiro Wilk, bispo da Diocese de Anápolis, e a criação da paróquia foi formalizada pelo Decreto 017/15, datado de 01 de dezembro de 2015.
O território da Paróquia Santa Bárbara abrange diversos bairros da cidade de Pirenópolis, Goiás. Entre os principais bairros inclusos estão: Morro de Santa Bárbara, Setor Meia Ponte, Vila João de Santa Bárbara, Jardim Santa Bárbara, Jardins Pireneus, Vila Pratinha, e Vila Nené Jaime. Além desses bairros, a paróquia também inclui várias comunidades e localidades, tais como: 
São Francisco de Assis no Pedregulho, São Vicente de Paula na Placa Vicentina, São Sebastião no Povoado Goianópolis/Malhador), Santos Reis no Fundão, Imaculada Conceição no Povoado de Lagolândia, Sant'Ana no Povoado da Capela do Rio do Peixe, Nossa Senhora da Abadia no Miguel João, Nossa Senhora Aparecida, São João Batista no São João, Comunidade Santa Maria dos Anjos na Fazenda Santa Maria dos Anjos e o Parque Jardins Pireneus.
Os limites da Paróquia Santa Bárbara são definidos de maneira precisa: Marco Zero: O ponto inicial é o trevo de entrada de Pirenópolis. Trajetória: A paróquia segue pela Avenida Benjamin Constante, passando pela Rua 14 até o Córrego da Prata. Em seguida, avança até a Rua Pratinha II, segue pela Rua Santa Bárbara até a Avenida Luiz Gonzaga e pela Rua 15 de Novembro até a Rua Pirineus. Continuação: A linha imaginária prossegue na direção noroeste, contornando os bairros Bonfim, Carmo, Vila Matutina, Vila Pirineus e Jardim Esmeralda, até encontrar a Rodovia GO 338. Após isso, segue pela rodovia na direção norte até a curva conhecida como "Quebra Rabicho", e, posteriormente, até a BR 153. Divisas Municipais: O limite continua para o norte até a divisa dos municípios de Pirenópolis e Jaraguá, seguindo pela divisa até alcançar os municípios de Goianésia, Vila Propício, Cocalzinho de Goiás e Corumbá de Goiás, até a Rodovia que liga Corumbá a Pirenópolis. Essa definição territorial é importante para a organização da vida pastoral e a administração dos serviços religiosos na região, permitindo uma clara demarcação das responsabilidades da paróquia em relação às comunidades que abrange.

## Capelas do território paroquial

#### Capela do Rio do Peixe

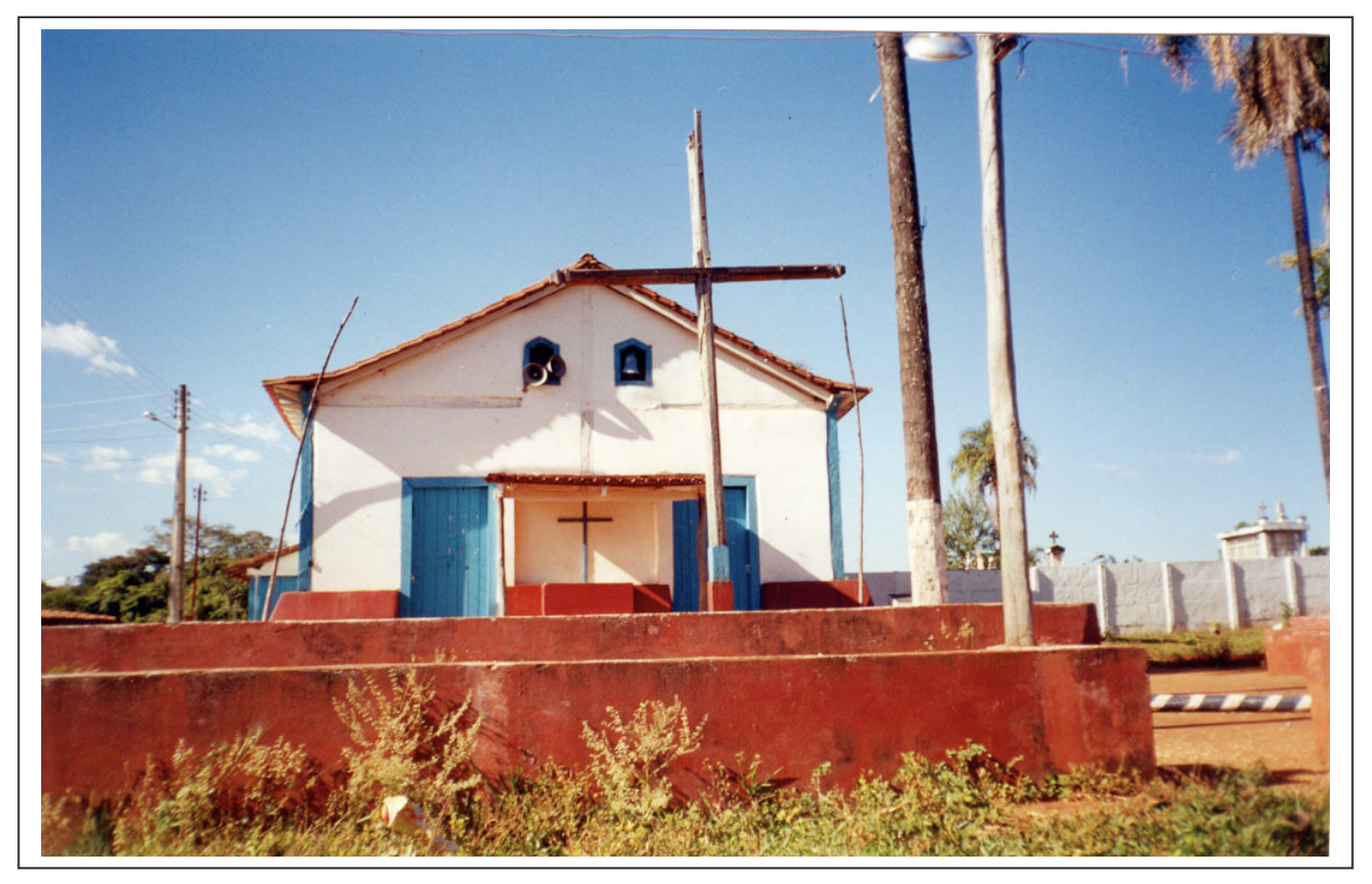
Atual Capela da Senhora Sant'Ana, a terceira construída na região. A primeira já se encontrava em uso em 1753.

A Capela da Senhora Sant'Ana, a sexta a ser construída em Pirenópolis, tem suas raízes em uma capela anterior que já funcionava em 1753. A descoberta de ricas jazidas de ouro nas proximidades do Rio do Peixe atraiu muitos aventureiros, levando à construção dessa capela imponente, com Sant'Ana como padroeira e considerada "proprietária" do local. A área era predominantemente habitada por simples ranchos de pau-a-pique e adobe, cobertos com folhas de buriti.
Localizada em um gramado elevado, a atual capela, a terceira construída no local, apresenta uma fachada que remete ao estilo colonial, originalmente caiada de branco e com detalhes em azul-turquesa, semelhante a outras construções da época. Ela abriga um cemitério anexo, que se tornou um importante local de devoção durante as festividades de julho.
Subordinada inicialmente à Paróquia do Rosário e, depois, na década de 1980, à Paróquia de Goianésia, a capela passou por várias reformas ao longo do tempo. O piso de madeira foi trocado por alvenaria e cerâmica, e o interior foi revestido com gesso. Além disso, foram adicionados dois cômodos à esquerda, destinados à sacristia e à acomodação dos padres durante as celebrações. Com a criação da Paróquia Santa Bárbara, a atual Capela da Senhora Sant'Ana é a capela mais antiga da Paróquia.

## Eventos que marcaram a história paroquial

#### Festa da Santíssima Trindade dos Pireneus: Patrimônio Cultural

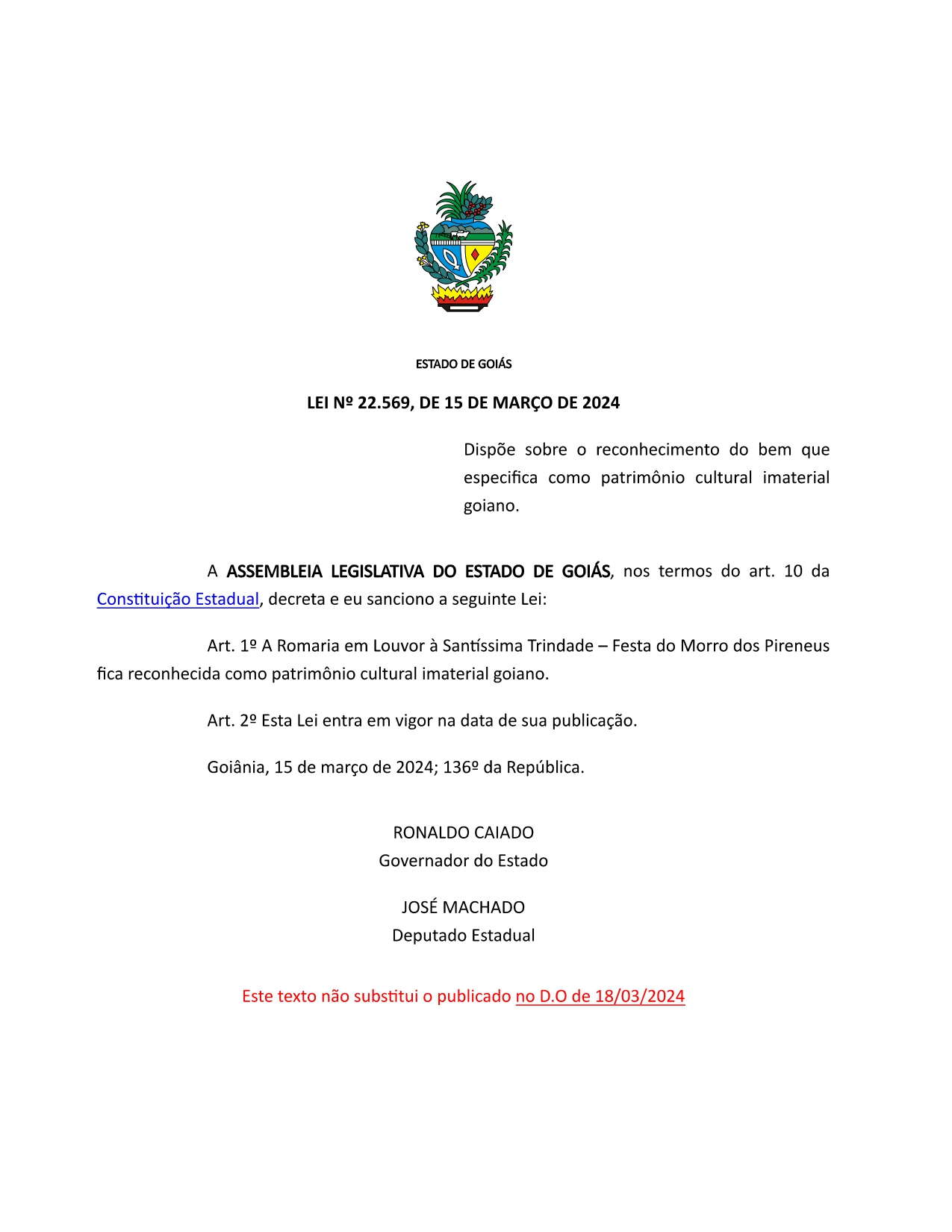
LEI Nº 22.569, DE 15 DE MARÇO DE 2024 Dispõe sobre o reconhecimento do bem que especifica como patrimônio cultural imaterial goiano.

A Festa do Morro dos Pireneus, também chamada de Romaria em Louvor à Santíssima Trindade, foi oficialmente reconhecida como Patrimônio Cultural Imaterial de Goiás pela Assembleia Legislativa de Goiás. O projeto de lei nº 1574/23, de autoria do deputado José Machado dos Santos, do PSDB, foi aprovado em sessão no dia 21 de junho de 2024, marcando um passo significativo na valorização dessa festividade para a comunidade de Pirenópolis. A entrega simbólica da lei ocorreu durante a festa de 2024, no dia 21 de julho, durante a missa solene de encerramento, quando uma cópia da lei foi entregue ao pároco Pe. João Paulo Matias e ao festeiro em nome da comunidade.
Em suas considerações, o deputado ressaltou a importância dessa declaração para a proteção e valorização dessa manifestação cultural, que possui significados profundos na identidade local. Ele citou o Instituto do Patrimônio Histórico e Artístico Nacional (IPHAN), que define o patrimônio cultural como o conjunto de saberes, fazeres e expressões que refletem a história e a memória de um povo. Assim, a Festa do Morro dos Pireneus emerge como um evento de grande valor histórico, cultural e religioso, fundamental para a preservação das tradições locais.
A celebração, que ocorre anualmente em julho no Pico dos Pireneus, dentro do Parque Estadual Serra dos Pireneus, é uma rica manifestação do catolicismo popular e uma expressão da identidade goiana. O deputado Machado enfatizou que o reconhecimento oficial tem como objetivo promover o conhecimento e a preservação das raízes culturais da região, bem como fomentar as atividades que valorizam as tradições locais.
Além disso, o parlamentar abordou os desafios que a festividade enfrenta, especialmente após a criação do parque, que trouxe restrições que ameaçaram a participação dos devotos. Ele destacou a criação, em 2016, da Associação dos Romeiros, que desempenha um papel vital na preservação das tradições da Romaria, contando com o apoio da paróquia e da administração do parque. Contudo, Machado enfatizou a necessidade de medidas adicionais para garantir a segurança dos participantes e a continuidade desse evento emblemático.
O deputado considerou a aprovação do projeto como uma âncora necessária para a valorização e proteção dessa manifestação cultural, destacando que esse reconhecimento não é apenas um ato burocrático, mas uma ferramenta que permitirá a documentação adequada e o estabelecimento de políticas públicas voltadas à preservação e valorização do evento. Ele concluiu afirmando que essa iniciativa legislativa é um apelo para assegurar o reconhecimento da festividade como parte integrante do patrimônio cultural goiano, garantindo sua continuidade e relevância para as futuras gerações. Em meio às complexidades da tradição, Machado vislumbra um futuro onde a Festa do Morro dos Pireneus resplandeça como um tesouro cultural inestimável, devidamente reconhecido e protegido.

#### VIII Congresso Eucarístico do Segue-me

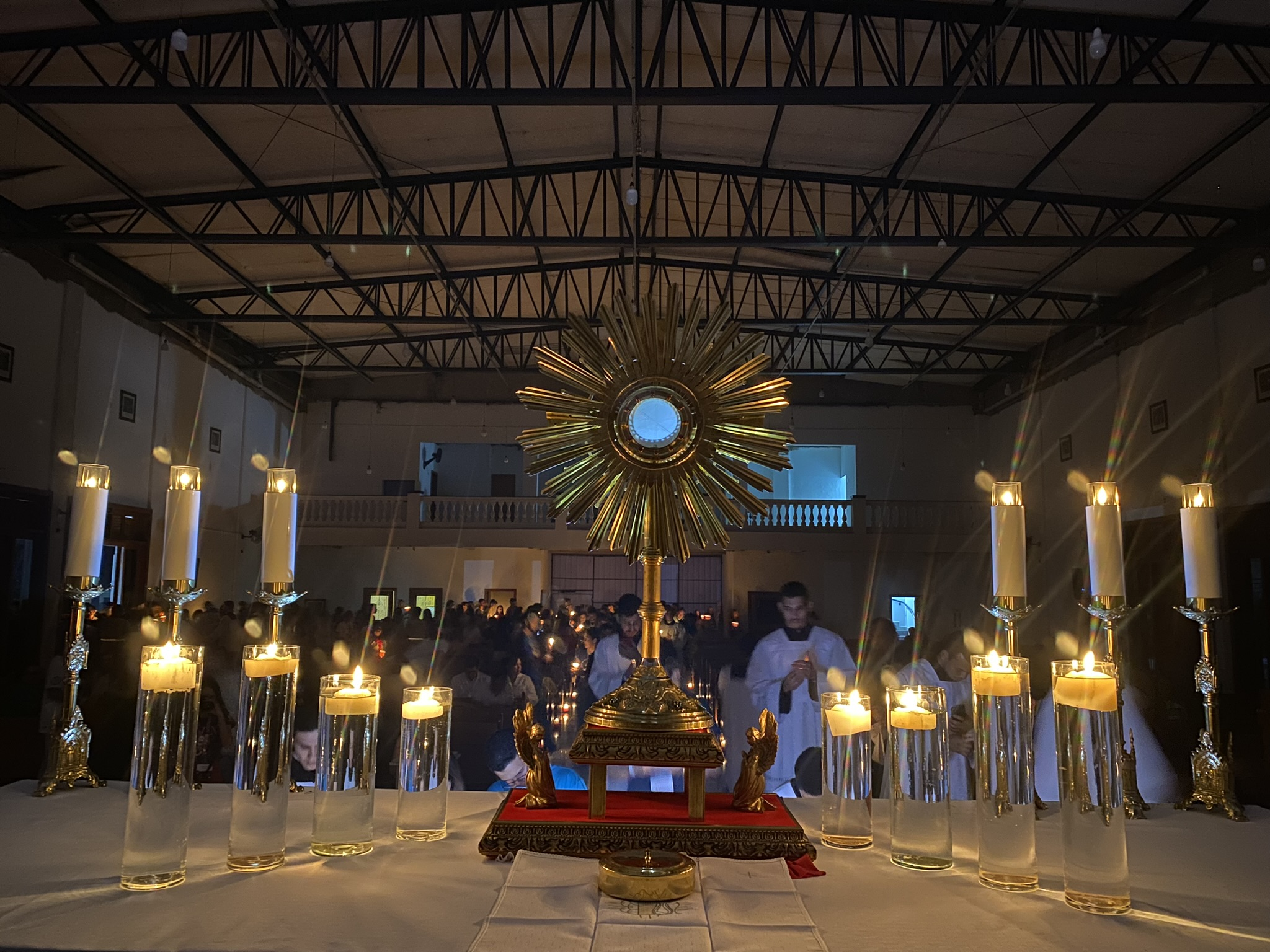
Adoração do Santíssimo após a chegada da procissão do Congresso Eucarístico.

Entre os dias 20 e 22 de setembro de 2024, Pirenópolis foi o palco do VIII Congresso Eucarístico do Segue-me, promovido pela  Paróquia Santa Bárbara e pela Paróquia Nossa Senhora do Rosário. Com o tema “Eucaristia é Deus conosco para amar, adorar, abraçar e possuir”, o evento ocorreu na Universidade Estadual de Goiás (UEG) e teve como padroeiro São Charles de Foucauld. Aproximadamente 850 jovens participaram, apoiados por mais de 350 voluntários, totalizando cerca de 1.200 envolvidos.
A programação teve início na sexta-feira, 20 de setembro, com a Santa Missa às 19h, seguida por um show do artista católico Juninho Cassimiro, cuja presença foi mantida em segredo até o dia do evento. Após o show, houve um momento de adoração eucarística.
No sábado (21), o evento se estendeu durante todo o dia, com palestras, testemunhos, peças teatrais, mesas redondas e oportunidades de confissão, todos centrados na Eucaristia. O dia culminou em uma procissão aberta à comunidade, partindo da Matriz do Rosário até a Igreja Matriz de Santa Bárbara. A procissão foi liderada por um sacerdote que carregou o ostensório em um trio elétrico, acompanhado pelos jovens em adoração e cânticos. A noite encerrou-se com a “Nightfever,” um especial momento de oração.
No domingo (22), o congresso continuou com mais palestras e momentos de louvor, finalizando com a Santa Missa ao final da tarde. O Congresso Eucarístico do Segue-me é um evento anual da Diocese de Anápolis, voltado para a juventude e com foco em aprofundar a experiência da Eucaristia como um encontro com Deus. Desde sua primeira edição, o congresso tem sido fundamental para a renovação da fé e a união dos jovens. Já foi realizado em cidades como Jaraguá, Anápolis, Alexânia e Petrolina, e esta foi a primeira vez que Pirenópolis recebeu o evento.

## Párocos, administradores paroquiais, delegado paroquial, vigários, colaboradores e coadjutores
| Nº | Padre                                    | Imagem | Período                      | Colaboradores            | Observações |
| 1  | Pe. Carlito Bernardes de Oliveira Júnior |        | 2015/2016 0–1 anos           |                          |             |
| 2  | Pe. Eduardo Henrique da Costa            |        | 2016/2021 4–5 anos           |                          |             |
| 3  | Pe. João Paulo Matias Silva              |        | Desde 2021 3 anos e 206 dias | Pe. Adair Cândido Correa |             |